# Zollino
Zollino (Τσουδδίνου, traslitterato Tsuḍḍinu in grico e in dialetto salentino) è un comune italiano di 1 812 abitanti della provincia di Lecce in Puglia.
Situato nell'entroterra del Salento, circa 18 km a sud del capoluogo, fa parte della Grecìa Salentina, un'area ellenofona di nove comuni in cui si parla ancora il grico.

## Origini del nome
Controverse sono le tesi che cercano di spiegare l'origine del nome del paese. La più accreditata è quella secondo la quale Zollino derivi da Soletino (piccola Soleto) e trasformato successivamente in Solino e Sollino. Secondo questa tesi, avvalorata dalla presenza dello stesso simbolo nei due paesi, il sole, Zollino era una sorta di frazione della città messapica di Soleto, fondata da alcuni abitanti della stessa.
Una seconda ipotesi farebbe derivare il toponimo da un cognome greco bizantino, di radice tsuli, appartenente al proprietario di quelle terre. Da tsuli, cioè cencio, derivano numerosi cognomi bizantini quali, ad esempio, Zolis, Zulis, Tsulis, Zulinos (P. Stomeo - Cognomi greci nel Salento). Ed infatti nella lingua grica il nome di Zollino è Tsuḍḍinu.
G. Alessio avanza l'ipotesi che il termine possa derivare dal germanico ed essere stato introdotto dai Normanni. Secondo il glottologo Francesco Ribezzo deriverebbe invece dal termine Sullinum. In documenti medievali il paese è invece chiamato casale Zurlini e casali Zullini, nomi forse derivanti da un'antica famiglia Zurlini, discendenti della famiglia Zurlo. Confronta il cognome Τσοῦρλος (traslitterato Tsúrlos, greco moderno τσουρλός, "pazzo") presente in Grecia, nome di famiglia esistente anche in Calabria nella variante Zurlo.

## Storia
Le origini di Zollino sono incerte: secondo alcuni sarebbe stato fondato dai greci di Japigia nel vicino feudo di Apigliano (i cui abitanti sarebbero fuggiti secondo una leggenda a causa di un'invasione di vipere), secondo altri nacque da un insediamento rurale di abitanti della vicina località di Soleto (dal quale deriverebbe anche l'antico nome di Solino).
Tuttavia il territorio è stato abitato quasi sicuramente fin da epoche preistoriche come testimoniano numerose opere megalitiche in parte ancora conservate (menhir di Sant'Anna, menhir "della Stazione", ed un dolmen).
Nei tempi antichi Zollino è stato un punto strategico, in quanto luogo di passaggio di tutti i traffici tra i paesi della costa ionica e quelli della costa adriatica.

Zollino ai primi del Novecento

Nel Medioevo Zollino appartenne alla contea di Lecce governata dai normanni di Altavilla. Nel 1190 re Tancredi d'Altavilla donò il casale di Zollino al barone Belingherio Chiaromonte. In periodo svevo il casale entrò a far parte della Contea di Soleto. Nel periodo angioino torna a far parte dei territori di Lecce e quando 1384 Maria d'Enghien sposò il conte di Soleto, Raimondello Orsini del Balzo, portò in dote anche il casale. Quando il conte Orsini divenne principe di Taranto, Zollino fece parte del principato della città ionica e vi appartenne fino alla morte senza eredi di Giovanni Antonio Orsini Del Balzo figlio di Raimondello, avvenuta nel 1463. Sempre la famiglia Chiaromonte divenne feudataria di Zollino con Tristano di Chiaromonte, che sposò Caterina, figlia di Raimondello. Poi il casale passò di mano in mano ad altre famiglie (Gentile, Alifi, Sarlo, D'Aiello, Saraceno, Simonetta, Gomez Omen, Ghezzi, Quaranta, Villapiana, Granafei, Gaetani, Castromediano, Prato, Frisi, De Leon, De Pietravalida ed altre) fino all'abolizione nel 1806 del regime feudale. Vi si praticò fino al XVI secolo il rito greco.
Dal Catasto onciario del 1746 si evince che gli abitanti del paese in quell'anno erano 290, i nuclei abitativi 66, l'età media molto bassa (solo 34 persone superavano i 50 anni), e che l'esclusiva attività lavorativa era quella agricola (a parte un discreto numero di ecclesiali). Nel 1800 la popolazione aveva superato le 560 unità. Da allora la popolazione continuò ad aumentare fino agli anni sessanta del XX secolo, quando molti zollinesi emigrarono per trovare miglior fortuna soprattutto verso Svizzera e Germania. Un'inversione di tendenza si ebbe negli anni ottanta con il rientro di molti emigranti.

### Simboli
Lo stemma e il gonfalone del comune di Zollino sono stati concessi con decreto del presidente della Repubblica del 24 febbraio 2003.
Il gonfalone è costituito da un drappo di giallo.

## Monumenti e luoghi d'interesse

### Chiesa dei Santi Pietro e Paolo Apostoli
La chiesa risale al periodo bizantino, anche se non si hanno fonti certe sull'anno della sua costruzione. La prima descrizione è dei primi anni del Cinquecento. Si trattava di un semplice edificio ad aula con tre altari all'interno, una piccola sacrestia e un campanile. La chiesa era dedicata a San Pietro.
All'interno della chiesa era presente anche un cimitero. L'arcivescovo Pietro Antonio De Capua in visita nel 1540 criticò alcuni aspetti dell'edificio, tra i quali, in particolar modo, la presenza delle tombe all'interno della struttura e diede avvio ad alcuni lavori di rifacimento.
Nel 1608 l'arcivescovo Lucio De Morra chiese ai fedeli e al sindaco di impegnarsi nel rifacimento dell'edificio. I lavori cominciarono nello stesso anno. Venne rifatta la sacrestia, la pianta divenne a croce latina con una nuova facciata verso sud decorata con vari fregi. Questa facciata rappresenta l'entrata secondaria dell'edificio. Nel 1893 vennero costruite la torre dell'orologio, poco distante dalla facciata seicentesca, e il campanile a guglia ottagonale. Erano presenti 2 campane che nel periodo fascista vennero rimosse per essere rifuse: ne sono presenti tre.
La facciata principale del 1863 è a forma semipoligonale. La parte terminale di tale prospetto culmina con un fastigio scultoreo dedicato alla Gloria di Maria. Il ricco gruppo scultoreo (in pietra leccese) raffigurante la Madonna inizialmente non era posto all'esterno della chiesa, ma decorava l'altare maggiore consacrato all'Assunta in Cielo, insieme alle statue di San Pietro e di San Paolo. Nel 1863 quando venne concepito il prospetto principale si decise di collocare le tre stature sulla parte superiore della facciata e si completò l'opera con una serie di altre sculture raffiguranti vari putti. Sempre sulla facciata principale, poco sopra l'ingresso è presente lo stemma lapideo del comune di Zollino, eseguito in rilievo nel 1800. Rappresenta un sole raggiante e personificato sormontato da una corona, con ai lati due leoni e nella parte inferiore due ghirlande di fiori.
La chiesa è a forma di croce latina, sulla navata principale si aprono 5 altari minori (3 per lato); ma fino a metà dell'Ottocento gli altari erano nove. L'odierno altare maggiore, in marmo, fu eretto ne 1955 per volere del cav. Antonio Tondi.
Gli altari laterali sono: Altare della Madonna del Rosario, Altare dell'Assunta, Altare di San Giovanni Battista, Altare di Sant'Antonio da Padova e Altare del S.S. Crocifisso. Questi altari presentano tutti elementi scultorio e vari dipinti.
Sulla volta sono presenti un affresco del 1925, raffigurante la Natività e due dipinti a tempera dedicati all'Ultima Cena e all'Assunzione di Maria e Trinità.
All'interno, anche una tela ad olio, del 1651, di cui non si conosce l'autore. Le figure rappresentate sono distribuite su tre livelli: in basso ai lati due gruppi di fedeli in processione dietro due sacerdoti e al centro tre scudi araldici e un'epigrafe con il nome di Doroteo Stiso, che la commissionò. Al centro, San Pietro, tra Sant'Antonio da Padova e San Domenico;
in alto la Vergine con il Bambino tra San Francesco d'Assisi, San Carlo Borromeo e vari angeli.

### Chiesa di Sant'Anna
La prima chiesa di Sant'Anna, di cui non si hanno molte notizie, fu demolita per ordine vescovile nella seconda metà del Cinquecento dato il pessimo stato in cui si trovava. Nella visita del 1613 si segnala come "diruta" e nelle successive non è più menzionata. A seguito della demolizione un'anziana del paese (di nome Caterina) scoprì casualmente in una cappella diruta vicino all'abitato un'immagine raffigurante Sant'Anna. A seguito delle numerosissime grazie legate all'immagine nel paese si riaccese la devozione per la Santa e si avviò una raccolta di denaro per la ricostruzione dell'edificio sacro. I lavori della nuova chiesa terminarono nel 1677. Il progetto è attribuito a Francesco Manuali.
Sulla facciata principale il portone si presenta adornato sui lati da due colonne con capitelli corinzi e sovrastato dallo stemma della famiglia Ghezzi e da un'epigrafe in latino. Sulla parte superiore si apre una finestra adornata da fregi in pietra leccese. La facciata ha una geometria rettangolare molto precisa, e presenta quattro nicchie con altrettante statue di santi: S. Emerentiana, S. Ioachim, S. Stolanus e S. Materana.
All'interno di particolare interesse l'Altare Maggiore in pietra, finemente lavorato in stile barocco, con una tela raffigurante Sant'Anna, San Gioacchino e Maria Fanciulla e gli altari secondari in stile gotico dedicati alla Madonna del Rosario e alla Madonna del Carmine. All'interno della sacrestia un fonte battesimale scolpito in pietra leccese ed incastonato nella parete.

### Colonna votiva di san Pietro
Costruita tra la fine del XVII e gli inizi del XVIII secolo, sul luogo dove fino al 1700 era posta un'Osanna con una Croce, tanto che il luogo prendeva il nome di Croce Grande. L'Osanna venne fatta innalzare nel 1608 al posto della Chiesa di Santa Sofia caduta in rovina. La colonna votiva termina con un capitello corinzio su cui poggia la statua di San Pietro collocata nella seconda metà del Settecento. Il basamento cubico, che ha sostituito dei gradini precedenti è del 1930.
Ogni anno in occasione della festività del Santo, il 29 giugno, i fedeli collocano una collana di fiori intorno alla statua.
Durante i lavori di sistemazione della piazza intorno alla colonna sono state rinvenute antiche tombe, forse adiacenti alla vecchia Chiesa di Santa Sofia.

### Frantoio ipogeo
Il frantoio, di piccole dimensioni, fu costruito verso la fine del XVII secolo. È stato utilizzato fino al 1940, per poi essere abbandonato. È stato ristrutturato dall'amministrazione comunale e presenta una pianta articolata con un unico accesso da una scala a rampa retta coperta da una piccola volta a botte. Ai lati della scala vi sono quattro magazzini per le olive scavati nella pietra. Si accede poi ad un vano di forma circolare, l'ambiente principale dove è posta la vasca con la pietra molare e agli altri ambienti adiacenti quali stalle, cucine e nicchie riposo. In un vano è conservata una "pila", il contenitore in pietra usato per la raccolta dell'olio.

### Calvario
Sorge alla sinistra della Chiesa di Sant'Anna e fu costruito alla fine dell'Ottocento.
La struttura è a base poligonale. Al centro è collocata una croce in bronzo con il Cristo Crocifisso . Sulla parete muraria alle spalle della Croce, suddivisa in quattro riquadri, vi sono dei dipinti eseguiti con la tecnica della sinopia su tonachino.
I dipinti, poco visibili, rappresentano scene religiose della Via Crucis: Gesù Cristo di fronte a Ponzio Pilato, la Flagellazione, il Trasporto della Croce e la Crocefissione. Dietro la Croce nella parte superiore anche una raffigurazione della Pietà.

### Pozzelle
In dialetto grico chiamate ta Frèata (neutro plurale), il termine proviene dal greco antico φρέαρ (traslitterato frèar) con il significato di pozzo o cisterna. È un complesso sistema di raccolta idrico che si trova appena fuori dall'abitato in una depressione naturale del terreno dove confluivano le acque piovane. Si tratta di numerosi pozzi scavati nel terreno, ad una profondità variabile dai tre ai sette metri. Nelle buche così scavate venivano poi realizzate delle costruzioni trulliformi in pietra a secco, con un'apertura sulla sommità, che venivano successivamente ricoperte dal terreno. Alcune pozzelle sono collegate tra loro, e sono provviste di due o più aperture sui lati della vera, dalle quali passa l'acqua piovana, che si raccoglie nella parte inferiore della cavità artificiale, trattenuta dal terreno argilloso circostante.
Secondo alcuni studiosi le pozzelle risalirebbero al XVIII secolo, secondo altri avrebbero un'origine molto più antica, poiché costruzioni analoghe si ritrovano in casali vicini (come Apigliano) già disabitato da alcuni secoli. Il complesso si trova in un parco di pini ed eucalipti.
Oltre al parco principale esistono altri pozzi, forse più antichi, sulla via che collega Zollino a Martano. Secondo la tradizione qui si accampò Pirro, re dell'Epiro, prima della battaglia con i Romani.

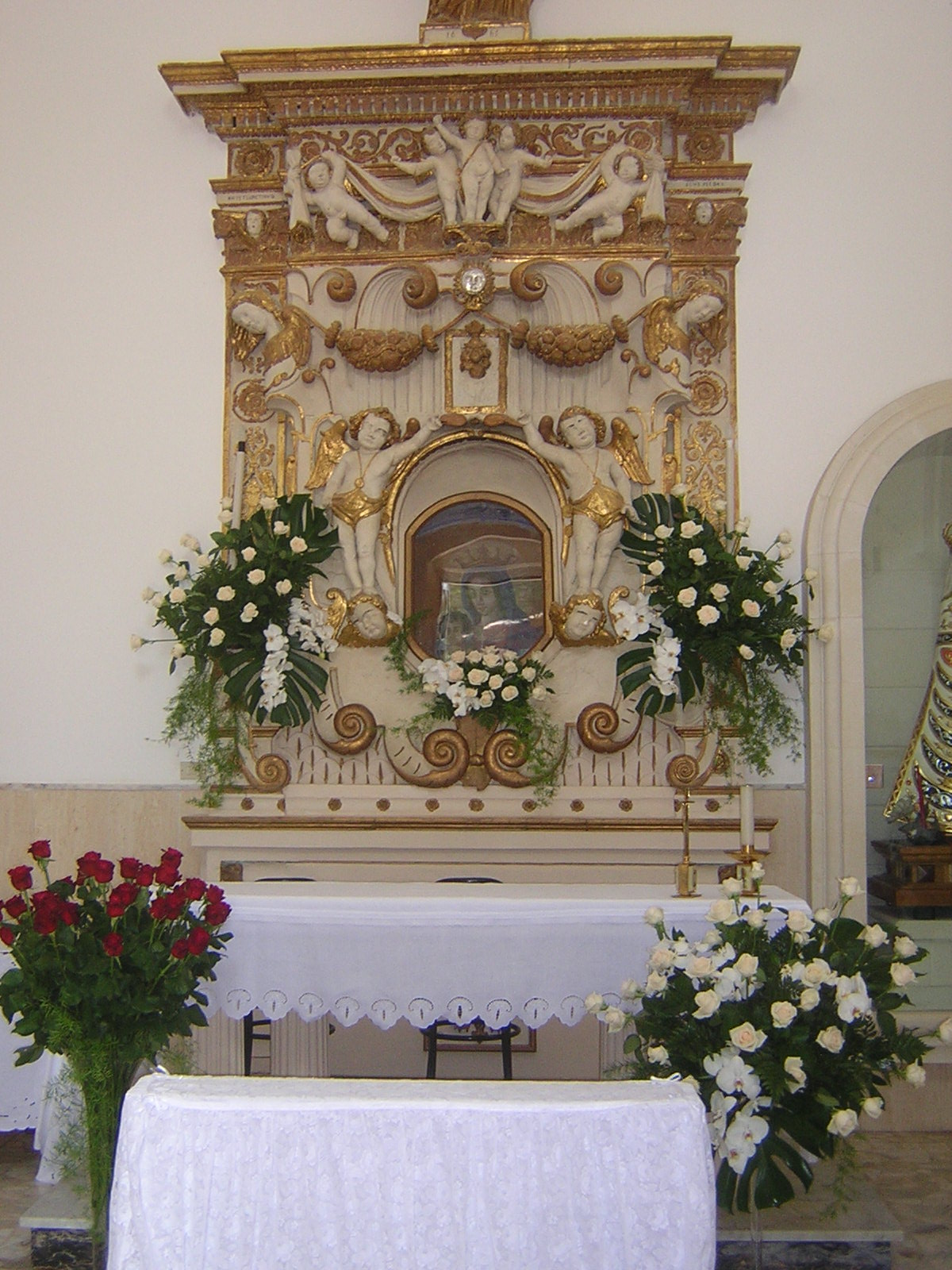
Altare principale della Cappella Madonna di Loreto

### Cappella Madonna di Loreto
Sorge fuori dal centro abitato, in un'area verde sulla strada che collega Soleto a Martano. La sua costruzione avvenne tra il 1774 e il 1781, per volere dell'Università di Zollino il cui stemma (un sole) compare sull'altare maggiore. Esternamente presenta una semplice struttura a capanna, senza particolari decorazioni. All'interno l'altare maggiore, in stile barocco, con la statua della Vergine Maria che riporta la data del 1665. Al centro dell'altare una nicchia dove è posto un affresco raffigurante la Madonna di Loreto con Gesù, in stile bizantino. Si ritiene che la statua del 1665 appartenesse originariamente alla Chiesa dell'Assunta demolita nel 1624. Gli altari laterali sono dedicati a san Rocco e ai santi Cosma e Damiano.
Sul santuario si trova anche una colonna con in cima una statua della Madonna di Loreto.
Al lato della chiesa, in una grotticella costruita con pietre a secco, si trova un'altra statua della Madonna, in origine donata dai soldati (la Madonna di Loreto è protettrice degli aviatori e ogni anno l'Aeronautica Militare offre la sua devozione con una visita al santuario) al Comune di Zollino, nel 1945, e successivamente rubata, sostituita con una copia prodotta da un artista locale.

### Dolmen e menhir
Sono presenti sul territorio comunale due menhir e un dolmen: si ipotizza che fino a pochi secoli fa potessero essere molti di più, poi distrutti per far spazio a nuove costruzioni, strade e terreni agricoli. Secondo numerose descrizioni dei primi del Novecento i menhir censiti erano quattro (sono scomparsi il menhir Pozzelle e uno in località San Vito), i dolmen due (scomparso uno in località Pozzelle) mentre Cosimo De Giorgi descrive anche una pietra triangolare (dimensioni 3 x 2,35 x 0,5 m), confitta nel terreno, che egli ritiene possa essere un bethel.
- Menhir Sant'Anna - Lumardu

Si trova sulla strada che dalla chiesa di Sant'Anna porta verso il largo "Lumardu", antico crocevia di strade sterrate della zona. È realizzato in pietra leccese ed è incastrato in un blocco di roccia in direzione est-ovest. È alto 3,5 metri, largo 43 cm e profondo 30 cm. Quasi sicuramente di risale al periodo preistorico ed è stato in seguito cristianizzato con dei segni di Croce sulle facciate più larghe. In una descrizione fatta ai primi del Novecento da D. De Rossi si legge: "una leggenda zollinese racconta che a largo Lumardu, aveva dimora una potente tribù, il cui capo venuto a morte, fu sepolto sul posto con tutti i suoi tesori e che al di sopra della tomba venne eretto a titolo di onore il parallelepipedo".
- Menhir della stazione

Si trova a circa quattrocento metri dalla stazione ferroviaria di Zollino, ad un quadrivio di antiche vie vicinali che conducono ai paesi di Zollino, Sternatia, Soleto e Corigliano d'Otranto. È alto 4,27 metri, con facce di 55 e 27 cm. Fu trasformato in Osanna, incidendovi una Croce. Ad una certa altezza presenta un piccolo incavo in cui si racconta che venisse collocata di notte una lanterna ad olio per i viaggiatori che dovevano raggiungere Lecce.
- Dolmen Cranzari

### Altri monumenti
- Cappella San Vito, piccola e semplice cappella cinquecentesca con struttura a capanna
- Cappella San Giovanni Battista, del 1781 con struttura a capanna
- Cappella Santi Medici,
- Cappella San Giuseppe da Copertino, di gusto neoclassico, costruita nel 1899 per volere dei coniugi Catalano
- Complesso archeologico di Apigliano, insediamento di epoca messapica e bizantina
- Villa comunale

## Società

### Soprannomi
Gli abitanti di Zollino sono soprannominati cufiàri (maschile plurale) dalla gente degli altri paesi greco-salentini, tanto che una vecchia filastrocca recita: I tsuḍḍinì i' cufiari is pucane', is pa' cantùna (gli zollinesi sono melensi in ogni occasione, in ogni luogo). L'appellativo trae origine dall'aggettivo greco κούφιος (traslitterato kùfios) con il significato di vuoto, vacuo. La parola viene usata anche in senso figurativo con l'accezione di scemo, sciocco o melenso da cui il verbo cufiàzo per alleggerire ed alleviare, oltre che per fare lo scemo o lo sciocco. Dei termini simili sono d'uso anche in Grecia come κουφιάρης (kufiàris) e κουφιοκέφαλος (kufiokèfalos, cioè testavuota).

### Evoluzione demografica
Abitanti censiti

Nel decennio 1991-2001 si è registrato un decremento demografico di circa il -4%. La popolazione forma 745 nuclei familiari, ciascuno costituito in media da 2,94 componenti. Nel 2001 risultavano occupati 348 individui, pari al 15,86% della popolazione.

### Religione
Il paese è a grande maggioranza cattolica. L'unica parrocchia, dedicata ai Santi Pietro e Paolo Apostoli, fu eretta nel 1625 e fa parte del vicariato di Martano dell'arcidiocesi di Otranto. Vi si pratica il Rito romano dal 1665. La cronotassi dei parroci e arcipreti è nota dal XVI secolo.

## Cultura

### Prodotti tipici
- Pisello Nano di Zollino. (riconosciuto prodotto tipico con D.M. del 10/07/2006)
- Fava di Zollino, cuccìa. (riconosciuto prodotto tipico con D.M. del 10/07/2006)
- Sceblasti

### Eventi

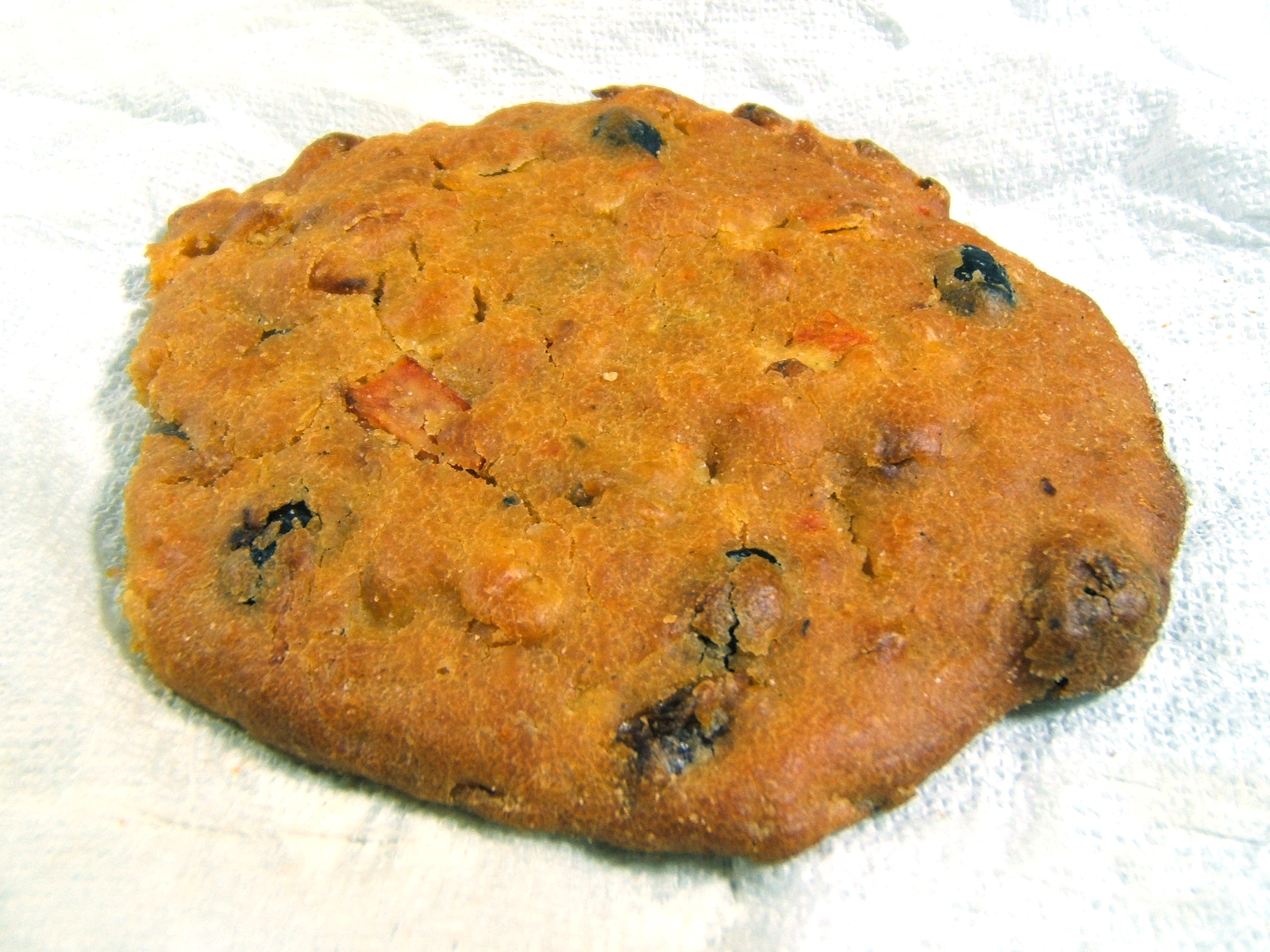
scéblasti

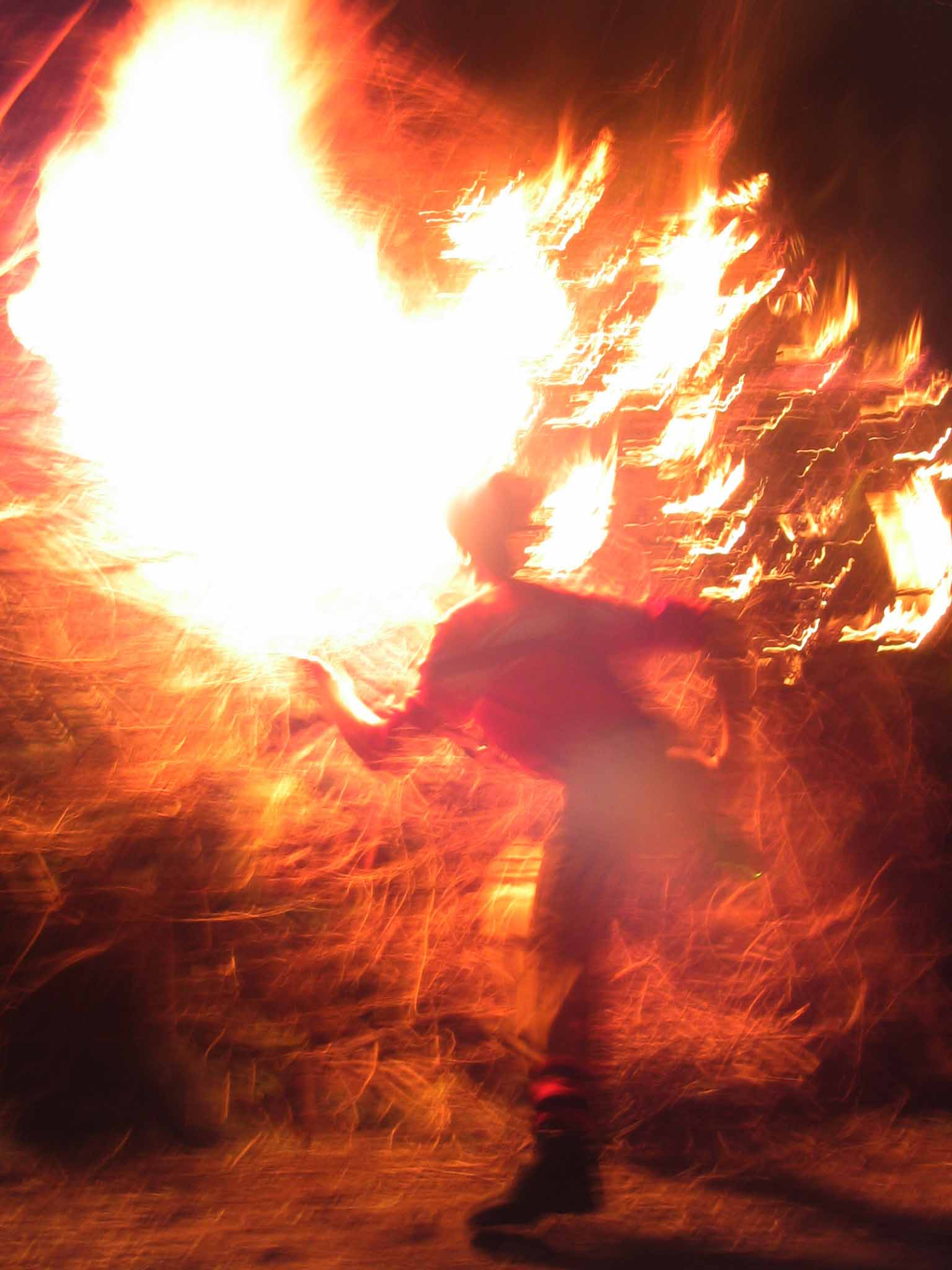
L'accensione della tradizionale "focara" alla Festa de lu focu

- Fiera di San Giovanni (23-24 giugno): si tiene nei vicoli del centro storico del paese dal 1910. Originariamente deputata allo scambio dei prodotti agricoli del territorio, negli anni si è trasformata in un'occasione per valorizzare l'enogastronomia salentina ed in particolare il pisello nano, la fava di Zollino e la sceblasti, che hanno ottenuto il riconoscimento ministeriale di prodotti agroalimentari tradizionali.
- Scèblasti (2-3 agosto):[11] ha preso avvio nel 1996 (edizione n° 30 nel 2025) con lo scopo di promuovere i piatti della tradizione popolare zollinese: sceblasti,[12] pittule, carne arrostita alla brace, pezzetti di cavallo al sugo, pane abbrustolito condito con ricotta forte, accompagnato dal robusto vino locale. Si svolge nel centro storico, che fa da scenario a danzatori e musicisti della tradizione musicale salentina, ai cantastorie in versi e alla banda.
- Festa patronale di sant'Antonio da Padova[13] (22-23 agosto): la data dei festeggiamenti ricorda quella del 1898, quando i fedeli decisero di portare in processione la statua del santo allo scopo di far placare l'uragano che stava devastando il paese. Per questo la festività è anche detta dagli abitanti sant'Antonio dellu maletiempu.
- Festa de lu focu (28 dicembre). Ha preso avvio nel 1980 (edizione n° 46 nel 2025), seconda tra le grandi feste popolari del Salento dopo la festa de lu mieru di Carpignano Salentino, con l'intento di recuperare la precedente esperienza delle focare di sant'Antonio abate, che negli anni settanta erano pressoché scomparse. Si svolge nella spianata Lumardu, un crocevia di tratturi e antiche strade del Salento non lontando dagli antichi puzzieddhi degli Ursi, che permettevano le soste di uomini e animali, e dal menhir Sant'Anna, anch'esso antico luogo d'incontro. L'accensione della grande focara, che resta accesa per tutta la notte, è un retaggio della ancestrale della festa d'inverno o del solstizio, che segna la fine e l'inizio del ciclo annuale della natura. Oltre alla degustazione dei cibi della tradizione popolare, la festa si connota per la musica spontanea dei tamburelli che accompagna i danzatori di pizzica e per un'atmosfera goliardica segnata da antichi riti liberatori.

Tra gli altri eventi si ricordano i canti di Passione del periodo quaresimale, la festa della Madonna di Loreto (lunedì di Pasquetta), la festa di san'Anna (25 e 26 luglio), gli eventi legati alla Notte della Taranta (agosto) e la festa della solidarietà (novembre).

## Economia
L'economia del paese è tradizionalmente legata al settore primario. Vi si coltiva in particolare l'olivo e i legumi; fino agli anni novanta inoltre era di particolare importanza la produzione del tabacco.
Oltre a diverse piccole attività commerciali è presente anche una zona industriale di particolare rilevanza, con la presenza di aziende attive nei settori della farmaceutica (Lachifarma), dell'abbigliamento e dei prodotti elettrici.

### Cooperativa di Comunità
Zollino è stato uno dei primissimi comuni in Italia ad aderire al progetto promosso da Legacoop per la costituzione di Cooperativa di Comunità, un nuovo modo di fare impresa che parte dai bisogni e dalle peculiarità del territorio per la crescita socio-economica della comunità locale. La cooperativa di comunità di Zollino in particolare si occupa di valorizzazione dei prodotti tipici locali, recupero delle tradizioni culturali e artigianali e sviluppo della green economy.

## Infrastrutture e trasporti
Il paese è servito da una stazione ferroviaria posta sulla Lecce-Gallipoli delle Ferrovie del Sud Est. Vi si dirama un'ulteriore linea, diretta a Gagliano del Capo.
I collegamenti viari sono assicurati dalla superstrada Lecce-Maglie della strada statale 16 Adriatica, che aggira il centro abitato, dalla provinciale 47 da Soleto o dalla provinciale 48 da Martano. Alcune strade vicinali garantiscono poi i collegamenti con i comuni di Sternatia, Martignano e Corigliano d'Otranto.

## Amministrazione
| Periodo | Periodo   | Primo cittadino                   | Partito                       | Carica            | Note |
| ------- | --------- | --------------------------------- | ----------------------------- | ----------------- | ---- |
| 1611    | ?         | Vito Antonio Conte                |                               | Sindaco           |      |
| 1687    | 1689      | Benedicto Pelegrino               |                               | Sindaco           |      |
| 1689    | 1690      | Antonio Chica                     |                               | Sindaco           |      |
| 1690    | 1691      | Donato Maria Lumbardo             |                               | Sindaco           |      |
| 1691    | ?         | Annibale Scordari                 |                               | Sindaco           |      |
| 1746    | 1759      | Lazzaro Cedra                     |                               | Sindaco           |      |
| 1759    | 1778      | Antonio Castellano                |                               | Sindaco           |      |
| 1778    | 1779      | Paolo Maniglio                    |                               | Sindaco           |      |
| 1779    | 1781      | Vitantonio Pellegrino             |                               | Sindaco           |      |
| 1781    | 1783      | Benedetto Pellegrino              |                               | Sindaco           |      |
| 1783    | 1783      | Leonardo Ferente                  |                               | Sindaco           |      |
| 1784    | 1785      | Donatantonio Castellano           |                               | Sindaco           |      |
| 1785    | 1792      | Vito Maria Castellano             |                               | Sindaco           |      |
| 1792    | 1801      | Francesco Passabì                 |                               | Sindaco           |      |
| 1801    | 1806      | Benedetto Pellegrino              |                               | Sindaco           |      |
| 1806    | 1809      | Vitantonio Palma                  |                               | Sindaco           |      |
| 1809    | 1810      | Donato Palma                      |                               | Sindaco           |      |
| 1810    | 1811      | Donato Maria Castellano           |                               | Sindaco           |      |
| 1811    | 1813      | Vitantonio Pellegrini             |                               | Sindaco           |      |
| 1813    | 1816      | Pietro Bianco                     |                               | Sindaco           |      |
| 1816    | 1822      | Domenico Castellano               |                               | Sindaco           |      |
| 1822    | 1823      | Donato Castellano                 |                               | Sindaco           |      |
| 1823    | 1826      | Vincenzo Pellegrino               |                               | Sindaco           |      |
| 1826    | 1829      | Leonardantonio Maggio             |                               | Sindaco           |      |
| 1829    | 1830      | Vitantonio Pellegrini             |                               | Sindaco           |      |
| 1830    | 1830      | Vitantonio Palma                  |                               | Sindaco           |      |
| 1830    | 1832      | Vincenzo Verri                    |                               | Sindaco           |      |
| 1832    | 1837      | Vitantonio Palma                  |                               | Sindaco           |      |
| 1837    | 1838      | Francescantonio Bianco            |                               | Sindaco           |      |
| 1838    | 1841      | Leonardantonio Ferente            |                               | Sindaco           |      |
| 1841    | 1844      | Donato Maniglio                   |                               | Sindaco           |      |
| 1844    | 1847      | Pantaleo Bianco                   |                               | Sindaco           |      |
| 1847    | 1850      | Leonardantonio Ferente            |                               | Sindaco           |      |
| 1950    | 1854      | Donato Maniglio                   |                               | Sindaco           |      |
| 1854    | 1859      | Marcellino Pellegrino             |                               | Sindaco           |      |
| 1859    | 1861      | Pantaleo Bianco                   |                               | Sindaco           |      |
| 1861    | 1870      | Marcellino Pellegrino             |                               | Sindaco           |      |
| 1870    | 1873      | Il Comune è aggregato a Sternatia |                               | Sindaco           |      |
| 1873    | 1873      | Pantaleo Bianco                   |                               | Sindaco           |      |
| 1873    | 1875      | Francesco Maniglio di Pantaleo    |                               | Sindaco           |      |
| 1875    | 1881      | Francesco Ferente                 |                               | Sindaco           |      |
| 1881    | 1885      | Francesco Maniglio                |                               | Sindaco           |      |
| 1885    | 1895      | Marcellino Pellegrino             |                               | Sindaco           |      |
| 1895    | 1903      | Luigi Maniglio                    |                               | Sindaco           |      |
| 1903    | 1905      | Francesco Maniglio di Carlo       |                               | Sindaco           |      |
| 1905    | 1926      | Francesco Pellegrino              |                               | Sindaco           |      |
| 1926    | 1935      | Paolo Maniglio                    |                               | Podestà           |      |
| 1935    | 1936      | Salvatore Mandorino               |                               | Comm. prefettizio |      |
| 1936    | 1936      | Michele Comiadamo                 |                               | Sindaco           |      |
| 1936    | 1936      | Salvatore Mandorino               |                               | Podestà           |      |
| 1936    | 1936      | Francesco Magi                    |                               | Comm. prefettizio |      |
| 1936    | 1936      | Pasquale Mandorino                |                               | Comm. prefettizio |      |
| 1936    | 1938      | Ernesto Mandorino                 |                               | Comm. prefettizio |      |
| 1938    | 1939      | Ernesto Mandorino                 |                               | Podestà           |      |
| 1939    | 1939      | Pasquale Mandorino                |                               | Comm. prefettizio |      |
| 1939    | 1940      | Mario De Luca                     | -                             | Comm. prefettizio |      |
| 1940    | 1942      | Antonio Maniglio                  | -                             | Comm. prefettizio |      |
| 1942    | 1944      | Antonio Maniglio                  | -                             | Podestà           |      |
| 1944    | 1945      | Antonio Maniglio                  | -                             | Sindaco           |      |
| 1945    | 1945      | Olindo Nasta                      | -                             | Comm. prefettizio |      |
| 1945    | 1946      | Antonio Tondi                     | -                             | Comm. prefettizio |      |
| 1946    | 1946      | Niccolò Grilli                    | -                             | Comm. prefettizio |      |
| 1946    | 1949      | Marcellino Pellegrino             | -                             | Sindaco           |      |
| 1949    | 1951      | Giovanni Pellegrino               | -                             | Sindaco           |      |
| 1951    | 1956      | Antonio Tondi                     |                               | Sindaco           |      |
| 1956    | 1975      | Ferdinando Tondi                  |                               | Sindaco           |      |
| 1975    | 1985      | Michele Bianco                    |                               | Sindaco           |      |
| 1985    | 1995      | Luigi Calò                        |                               | Sindaco           |      |
| 1995    | 2004      | Wilson Giuseppe Castellano        | Lista Civica                  | Sindaco           |      |
| 2004    | 2014      | Francesco Pellegrino              | Lista Civica                  | Sindaco           |      |
| 2014    | 2019      | Antonio Chiga                     | Lista Civica                  | Sindaco           |      |
| 2019    | 2024      | Edoardo Calò                      | Lista Civica                  | Sindaco           |      |
| 2024    | in carica | Paolo Catalano                    | Lista Civica - Zollino Futura | Sindaco           |      |

### Gemellaggi
- Sofiko -  Grecia
- Terpistea -  Grecia (interrotto)
- Daira di Glaibat el Fula -  Sahara Occidentale

## Sport
A Zollino hanno sede quattro associazioni sportive:
- la Bocciofila Zollinese, che partecipa al campionato di terza categoria di bocce organizzato dalla FIB Lecce.
- la Polisportiva Zollino, una squadra maschile di calcio militante nel campionato di prima categoria. Fu fondata nel 1966 da Renato Ferente, sulle ceneri dell'A.S.C. Zollino, presente fin dagli anni cinquanta. I colori sociali sono giallo e blu.[16] Presidente è Giovanni Pellegrino.
- il Circolo Scacchistico Salvatore Manco, iscritto alla Federazione Scacchistica Italiana.
- l'A.S.D. Zollino Volley , associazione sportiva dilettantistica di pallavolo fondata nel 2015 .

Ogni anno nel periodo estivo (tradizione ripresa nel 2011 dopo oltre 10 anni di inattività) si svolgono le "Zollimpiadi", una competizione ludico-sportiva tra i quattro rioni del paese: Chianova, Pozzelle, Sant'Anna e Sant'Antonio.
Inoltre, la prova speciale "Martignano" del Rally del Salento si svolge in parte nel territorio del comune di Zollino.